# 邪魅

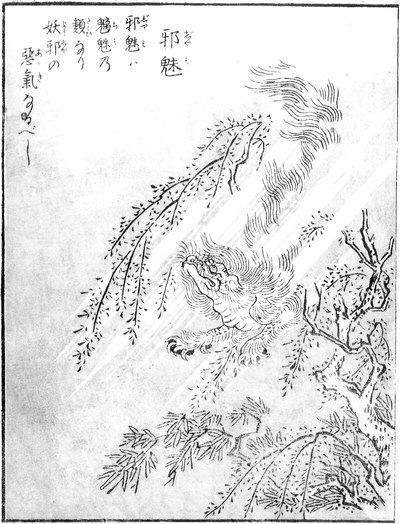
鳥山石燕『今昔画图续百鬼』的「邪魅」

邪魅（じゃみ）是鳥山石燕的妖怪画集『今昔画图续百鬼』掲載中国的妖怪。在『今昔百鬼拾遺』中除了日本的妖怪，还记载了除了日本之外的動植物和妖怪，其中「邪魅」是中国的。
解説文里有说「邪魅是魑魅之类的， 妖邪（ようじゃ）的恶气的解释」，是伤害人类的妖怪的总称，会引起山林的恶气来害人的妖怪，也说是山神的一種。。
在晋朝的书籍《神仙传》中，有一位擅长治疗各种疾病的仙人王遙，对被魔物魅惑的人，在地上画了一个牢房，把魔物召唤出来，并把露出真面目的魔物关进牢房，就治好了病。这个魔物就叫邪魅。

## 出处
清 石玉昆《三侠五义》第四回： 包兴悄悄道：“相公也不想想，小人费了多少心机，给相公找了这样住处，又吃那样的美馔，喝那样好陈绍酒又香又陈。如今吃喝足了，就要睡觉。俗语说：‘无功受禄，寝食不安。’相公也是这么过意的去么，咱们何不到小姐卧房看看，凭着相公正气，或者胜了邪魅，岂不两全其美呢。”
清 纪昀 《阅微草堂笔记·滦阳续录三》：“俄见真人若持笔判断者，度必邪魅事。”
清 纪昀 《阅微草堂笔记·滦阳消夏录三》：“此或由恐怖之馀，邪魅乘机而中之，未可知也。”
清 屈大均 《广东新语·神语·雷神》：“祷而得雷公之墨，光莹如漆，则以治邪魅惊痫。”
《云笈七签》卷六四：“除邪魅，耐寒暑，皮肤润泽，髭鬓不白。”
晋 葛洪 《抱朴子·至理》：“或有邪魅山精，侵犯人家。”

## 脚注
1. ↑  多田克己. . 講談社文庫. 講談社. 2006: 20. ISBN 978-4-06-275484-2.
2. ↑  稲田篤信・田中直日編. . 高田衛監修. 国書刊行会. 1992: 156. ISBN 978-4-336-03386-4.
3. ↑  葛洪. .  第8巻. 沢田瑞穂他訳. 平凡社. 1969: 372.
4. ↑  葛洪. .  第8巻. 沢田瑞穂他訳. 平凡社. 1969: 372.

## 関連項目
- 邪魅之雫 - 京極夏彦的小説。